# ساسم ستيفنسوني
ساسم ستيفنسوني أو خشب الورد الهندوراسي (الاسم العلمي: Dalbergia stevensonii) هو نوع من النباتات يتبع جنس الساسم من الفصيلة البقولية.